# Po drugiej stronie lustra (album Road Trip's Over)
Po drugiej stronie lustra – drugi album zespołu Road Trip's Over, wydany w 2008 nakładem wydawnictwa Jimmy Jazz Records.
Album został zarejestrowany wiosną 2008 r. w studiu Rapido w Szczecinie.

## Muzycy
- Maciej Kiersznicki - gitara, wokal
- Konrad Słoka - gitara basowa, fortepian, teksty
- Kacper Kosiński - perkusja

Gościnnie:
- Marcin Tyszkiewicz - gitara, instrumenty klawiszowe
- Marta Wiśniewska - wokal
- Dominik Pyrzyna - wokal
- Maciej Musiał - skrzypce
- Damian Krajka - altówka
- Maja Nizińska - wiolonczela

## Lista utworów
1. Po drugiej stronie lustra
2. Fenix
3. Nie mówmy dzisiaj nic
4. Droga bez powrotu
5. Leć gdy świat spada w dół
6. Film
7. Kilka szczerych słów
8. List
9. Między piekłem a niebem
10. Kto daje dobro
11. Czas na zmiany
12. Słodki grzech